# 해럴드 J. 스톤
해럴드 J. 스톤(Harold J. Stone, 본명: 해럴드 혹스틴, 본명 영어: Harold Hochstein, 1913년 3월 3일 ~ 2005년 11월 18일)은 미국의 배우이다.

## 출연 작품
- 하들리 워킹 (1980년)
- 포토그래퍼 (1974년)
- 더 세븐 미니츠 (1971년)
- 위치 웨이 투 더 프론트 (1970년)
- 더 빅 마우스 (1967)
- 발렌타인 데이의 대학살 (1967년)
- 겟 스마트 (1965년)
- 최고의 이야기 (1965년)
- 걸 해피 (1965년)
- X-레이 눈을 가진 사나이 (1963년)
- 더 채프먼 리포트 (1962)
- 스파타커스 (1960년) - 다빗 역
- 천 개의 언덕 (1959년)
- 패션 전쟁 (1957년)
- 투명 소년 (1957년)
- 하더 데이 폴 (1956년)
- 오인 (1956년)
- 상처 뿐인 영광 (1956년)

### 텔레비전
- Cheyenne (1958-62)
- 아이언사이드 (1968-74)
- 미녀 삼총사 (1977-81)
- 선셋 77번가 (1958년)
- 딜론 보안관 (1955년)
- 닥터 게논 (1969년)
- 추격 (1959년)
- 서부의 파라딘 (1957년)
- 호간의 영웅들 (1965년)